# Nekrolog August 2002
Nekrolog
◄◄
| ◄
| 1998
| 1999
| 2000
| 2001
| 2002 | 2003 | 2004 | 2005 | 2006 | ► | ►►
Januar |
Februar |
März |
April |
Mai |
Juni |
Juli |
August |
September |
Oktober |
November |
Dezember 2002
Weitere Ereignisse | Allgemeiner Nekrolog 2002
Die Beschreibung der verstorbenen Person sollte so kurz wie möglich gehalten sein und nur deren signifikante Tätigkeit(en) enthalten.
Neue Namen ggf. auch unter dem Geburts- und Sterbedatum, also etwa unter 1. Januar und im Geburts- und Sterbejahr (2024) eintragen (nur bei entsprechender großer Wichtigkeit). Für Beispiele siehe die schon vorhandenen Artikel.
Außerdem über die fünf zuletzt Verstorbenen, zu denen es einen ausreichend guten Artikel für eine Präsentation auf der Hauptseite gibt, nach der todesbedingten Überarbeitung der Artikel ggf. auch unter Wikipedia Diskussion:Hauptseite informieren und sie am besten auch in den anderen Wikipedia-Sprachversionen eintragen. Tipp: Regelmäßig bei news.google.de nach „ist tot“, „gestorben“ oder „verstorben“ suchen.
Wenn eine Person gestorben ist, gibt es viele Seiten zu dieser Person in der Wikipedia, die davon auch betroffen sind und entsprechend aktualisiert werden müssen. Beispiele: Namenübersichtsseite, Geburtsjahr, Geburtsort-Seiten und viele mehr.
Wie finde ich die betroffenen Seiten?
Im Suchfeld auf der linken Seite gibt man den Suchbegriff so ein: „Vorname Nachname“. Dann klickt man auf Volltext und alle Seiten mit entsprechendem Suchtext werden aufgerufen. Hier sieht man dann schnell, wo auch das Todesjahr Sinn macht oder sogar ein Teil des Artikels angepasst werden muss. Auch hilft das „Werkzeug“ auf der linken Seite sehr gut, um solche Seiten aufzufinden: „Links auf diese Seite“. Somit ist die Wikipedia wieder aktuell in allen Bereichen! Hinweis: bei Eintragung der Kategorie „Gestorben JAHR“ wird der Missbrauchsfilter 49 ausgelöst, was jedoch nicht schlimm ist. Siehe: Spezial:Missbrauchsfilter/49
Dies ist eine Liste von im August 2002 verstorbenen bekannten Persönlichkeiten. Die Einträge erfolgen innerhalb der einzelnen Daten alphabetisch sortiert. Tiere sind im Nekrolog für Tiere zu finden.

## August
| Tag        | Name                                                | Beruf, bekannt als                                                                                            | Alter | Beleg |
| ---------- | --------------------------------------------------- | --- | ----- | ----- |
| 1. August  | Theo Bruce                                          | australischer Weitspringer                                                                                    | 79    |       |
| 1. August  | Johannes Hamel                                      | deutscher Theologe                                                                                            | 90    |       |
| 1. August  | A. P. Lutali                                        | US-amerikanischer Politiker                                                                                   | 82    |       |
| 1. August  | Brian McArdle                                       | britischer Arzt und Neurowissenschaftler                                                                      | 91    |       |
| 1. August  | Wolfgang Wegener                                    | deutscher Maler und Grafiker                                                                                  | 69    |       |
| 2. August  | Roy Kral                                            | US-amerikanischer Jazz-Pianist und Sänger                                                                     | 80    |       |
| 2. August  | Oskar Rummel                                        | deutscher Politiker (SPD), MdL                                                                                | 81    |       |
| 2. August  | Daniel Timsit                                       | algerischer Arzt und Politiker                                                                                | 73    |       |
| 2. August  | Siegfried Wagner                                    | deutscher Kulturpolitiker und SED-Funktionär                                                                  | 77    |       |
| 2. August  | Yvaral                                              | französischer Maler und kinetischer Künstler                                                                  | 68    |       |
| 3. August  | Helmut Freis                                        | deutscher Althistoriker und Epigraphiker                                                                      | 67    |       |
| 3. August  | Heinz Kaschke                                       | deutscher Politiker (FDP), MdA                                                                                | 86    |       |
| 3. August  | Dietmar Schlee                                      | deutscher Politiker (CDU), MdL, MdB                                                                           | 64    |       |
| 3. August  | Clemens Schneider                                   | deutscher Pädagoge und Schriftsteller                                                                         | 86    |       |
| 3. August  | Heinz Thomas                                        | deutscher Jurist und Richter                                                                                  | 82    |       |
| 03. August | Ruudi Toomsalu                                      | estnischer Leichtathlet                                                                                       | 89    |       |
| 3. August  | Jerry Underwood                                     | britischer Jazzmusiker                                                                                        | 45    |       |
| 4. August  | Anton Dieterich                                     | deutscher Publizist und Hispanist                                                                             | 94    |       |
| 4. August  | Daphne Hellman                                      | US-amerikanische Jazzharfenistin und Philanthropistin                                                         | 86    |       |
| 4. August  | Abdullah Malikyar                                   | afghanischer Diplomat und Politiker                                                                           | 93    |       |
| 4. August  | Robert Noehren                                      | US-amerikanischer Organist, Orgelbauer und Musikpädagoge                                                      | 91    |       |
| 5. August  | Francisco Coloane                                   | chilenischer Autor                                                                                            | 92    |       |
| 5. August  | Josh Ryan Evans                                     | US-amerikanischer Filmschauspieler                                                                            | 20    |       |
| 5. August  | Chick Hearn                                         | US-amerikanischer Sportreporter                                                                               | 85    |       |
| 5. August  | Joseph W. Huber                                     | deutscher Künstler                                                                                            | 51    |       |
| 5. August  | Robert Janschitz                                    | österreichischer Politiker (SPÖ), Landtagsabgeordneter, Abgeordneter zum Nationalrat                          | 80    |       |
| 5. August  | Franco Lucentini                                    | italienischer Übersetzer, Journalist und Schriftsteller                                                       | 81    |       |
| 5. August  | Ron McCroby                                         | US-amerikanischer Klarinettist, Flötist und Kunstpfeifer                                                      | 68    |       |
| 5. August  | Rosemarie Reichwein                                 | deutsche Reformpädagogin und Widerstandskämpferin                                                             | 98    |       |
| 5. August  | Matt Robinson                                       | US-amerikanischer Schauspieler, Produzent und Drehbuchautor                                                   | 65    |       |
| 5. August  | Herbert Schneider                                   | deutscher Politikdidaktiker                                                                                   | 72    |       |
| 6. August  | Hans-Jürgen Bäsler                                  | deutscher Fußballspieler                                                                                      | 64    |       |
| 6. August  | Jim Crawford                                        | britischer Rennfahrer                                                                                         | 54    |       |
| 6. August  | Edsger W. Dijkstra                                  | niederländischer Informatiker                                                                                 | 72    |       |
| 6. August  | John Donnelly Fage                                  | britischer Historiker, Autor und Hochschullehrer                                                              | 81    |       |
| 6. August  | Michail Prodan                                      | rumänisch-deutscher Forstwissenschaftler                                                                      | 89    |       |
| 6. August  | Jean Sauvagnargues                                  | französischer Diplomat und Politiker                                                                          | 87    |       |
| 6. August  | Frank Suplie                                        | deutscher Journalist                                                                                          | 45    |       |
| 7. August  | Dieter Bartke                                       | deutscher Handballtorwart                                                                                     | 47    |       |
| 7. August  | Hans Bock                                           | österreichischer Politiker (SPÖ), Landtagsabgeordneter                                                        | 87    |       |
| 7. August  | Dominick Browne, 4. Baron Oranmore and Browne       | britischer Peer und Abgeordneter                                                                              | 100   |       |
| 7. August  | Egon Schidan                                        | deutscher Boxer                                                                                               | 71    |       |
| 7. August  | Hans Sperre                                         | norwegischer Badmintonspieler                                                                                 | 65    |       |
| 8. August  | Reiner Geye                                         | deutscher Fußballspieler                                                                                      | 52    |       |
| 8. August  | Hans Herold                                         | Schweizer Jurist                                                                                              | 94    |       |
| 8. August  | Ernst Homann-Wedeking                               | deutscher Klassischer Archäologe                                                                              | 94    |       |
| 8. August  | James Kavanagh                                      | irischer Geistlicher, Weihbischof in Dublin                                                                   | 88    |       |
| 8. August  | Wilber Morris                                       | US-amerikanischer Jazzbassist und Bandleader                                                                  | 64    |       |
| 8. August  | Bernhard Neutsch                                    | deutscher Klassischer Archäologe                                                                              | 89    |       |
| 8. August  | Charles Poletti                                     | US-amerikanischer Politiker                                                                                   | 99    |       |
| 8. August  | Ronnie Stephenson                                   | britischer Jazz-Schlagzeuger                                                                                  | 65    |       |
| 8. August  | Willi Ziegler                                       | deutscher Paläontologe                                                                                        | 73    |       |
| 9. August  | Erna Furman                                         | US-amerikanische Kinderanalytikerin mit österreichischem und jüdischen Hintergrund                            | 76    |       |
| 9. August  | Meredith Gardner                                    | US-amerikanischer Linguist und Codeknacker                                                                    |       |       |
| 9. August  | Beverley Harper                                     | australische Schriftstellerin                                                                                 | 60/61 |       |
| 9. August  | Bertold Hummel                                      | deutscher Komponist                                                                                           | 76    |       |
| 9. August  | Peter Matz                                          | US-amerikanischer Komponist, Arrangeur und Orchesterleiter                                                    | 73    |       |
| 9. August  | Herbert Micka                                       | deutscher Arzt und Sanitätsrat                                                                                | 84    |       |
| 9. August  | Augusto Pérez Palacios                              | mexikanischer Architekt                                                                                       |       |       |
| 9. August  | Walter Rieck                                        | deutscher Maler und Illustrator                                                                               | 91    |       |
| 9. August  | Hans Utz                                            | Schweizer Anglist und Hochschullehrer                                                                         | 82    |       |
| 10. August | Colin Eggleston                                     | australischer Filmregisseur, Drehbuchautor, Filmeditor und Filmproduzent                                      | 60    |       |
| 10. August | Kristen Nygaard                                     | norwegischer Informatiker und ein Pionier auf dem Gebiet der Programmiersprachen                              | 75    |       |
| 10. August | Eugene P. Odum                                      | US-amerikanischer Ökologe                                                                                     | 88    |       |
| 10. August | René Queyroux                                       | französischer Fechter                                                                                         | 74    |       |
| 11. August | Hermann Pálsson                                     | isländischer Keltologe, Skandinavist und Übersetzer                                                           | 81    |       |
| 11. August | Jiří Kolář                                          | tschechischer Dichter und bildender Künstler                                                                  | 87    |       |
| 11. August | Richard Wood, Baron Holderness                      | britischer Politiker (Conservative Party), Mitglied des House of Commons                                      | 81    |       |
| 12. August | Friedrich Wilhelm Merkel                            | deutscher Zoologe und Verhaltensforscher                                                                      | 90    |       |
| 12. August | Enos Slaughter                                      | US-amerikanischer Baseballspieler                                                                             | 86    |       |
| 12. August | Nina Nikolajewna Watolina                           | sowjetische Plakatkünstlerin                                                                                  | 87    |       |
| 13. August | Hans Falár                                          | österreichischer Schauspieler und Theaterregisseur                                                            | 58    |       |
| 13. August | Ludwig Gehm                                         | sozialdemokratischer Widerstandskämpfer                                                                       | 97    |       |
| 13. August | Hermann Haller                                      | Schweizer Komponist                                                                                           | 88    |       |
| 13. August | Karl Kloter                                         | Schweizer Schriftsteller                                                                                      | 90    |       |
| 13. August | Dieter Koslar                                       | deutscher Radsportler, Trainer und Teamchef                                                                   | 62    |       |
| 13. August | Józef Daniel Krzeptowski                            | polnischer Skisportler                                                                                        | 81    |       |
| 13. August | Ulises Ramos                                        | chilenischer Fußballspieler und -trainer                                                                      | 82    |       |
| 13. August | Lisbeth Sachs                                       | Schweizer Architektin                                                                                         | 88    |       |
| 13. August | Karl Stockhausen                                    | deutscher Politiker (CDU)                                                                                     | 74    |       |
| 13. August | Albert Vande Weghe                                  | US-amerikanischer Schwimmer                                                                                   | 86    |       |
| 14. August | Peter Dik                                           | russlanddeutscher Künstler und Grafiker                                                                       | 63    |       |
| 14. August | John Etheridge                                      | australischer Ordensgeistlicher, Bischof von Vanimo                                                           | 66    |       |
| 14. August | Peter R. Hunt                                       | englischer Filmregisseur und Filmeditor                                                                       | 77    |       |
| 14. August | Larry Rivers                                        | US-amerikanischer Musiker und Künstler der Pop Art                                                            | 78    |       |
| 14. August | Gunter Steinbach                                    | deutscher Sachbuchautor und Herausgeber einer Naturführer-Serie                                               | 64    |       |
| 14. August | Roberto Ventura                                     | brasilianischer Literaturwissenschaftler                                                                      | 45    |       |
| 14. August | Dave Williams                                       | US-amerikanischer Rocksänger                                                                                  | 30    |       |
| 15. August | Heinz-Josef Adamski                                 | deutscher Historiker, Volkskundler und Gymnasiallehrer                                                        | 91    |       |
| 15. August | Henry Batista                                       | US-amerikanischer Filmeditor                                                                                  | 88    |       |
| 15. August | Heinz Bauer                                         | deutscher Mathematiker                                                                                        | 74    |       |
| 15. August | Alberto Bertuccelli                                 | italienischer Fußballspieler                                                                                  | 78    |       |
| 15. August | Jesse Brown                                         | US-amerikanischer Politiker                                                                                   | 58    |       |
| 15. August | Klaus Hirte                                         | deutscher Opernsänger                                                                                         | 64    |       |
| 15. August | Johannes-Wolfgang Neugebauer                        | österreichischer Archäologe                                                                                   | 52    |       |
| 15. August | Wilhelm Rusterberg                                  | deutscher Feuerwehrmann und Kommunalpolitiker, Träger des Bundesverdienstkreuzes am Bande                     | 75    |       |
| 15. August | Mirko Vidaković                                     | kroatischer Forstwissenschaftler (Forstbotaniker, Genetiker, Dendrologe)                                      | 77    |       |
| 15. August | Albert Wappler                                      | deutscher Politiker (SED), MdV, Gewerkschafter                                                                | 74    |       |
| 15. August | Chaim Josef Zadok                                   | israelischer Politiker und Minister                                                                           | 88    |       |
| 16. August | Abu Nidal                                           | palästinensischer Terrorist und der Gründer des Fatah-Revolutionsrates, einer Abspaltung der PLO im Jahr 1974 | 65    |       |
| 16. August | Jeff Corey                                          | US-amerikanischer Schauspieler                                                                                | 88    |       |
| 16. August | Martin Deutsch                                      | österreichisch-US-amerikanischer Experimentalphysiker                                                         | 85    |       |
| 16. August | Anton Guadagno                                      | italienischer Dirigent                                                                                        | 77    |       |
| 16. August | Stephen Yokich                                      | US-amerikanischer Gewerkschaftsfunktionär                                                                     | 66    |       |
| 17. August | Karl Gebauer                                        | deutscher Agent der DDR-Staatssicherheit                                                                      | 70    |       |
| 17. August | Ian D. McFarlane                                    | britischer Romanist und neulateinischer Philologe                                                             | 86    |       |
| 18. August | Michael Berger                                      | deutscher Internist und Diabetologe                                                                           | 58    |       |
| 18. August | Bertil Ericsson                                     | schwedischer Fußballspieler                                                                                   | 93    |       |
| 18. August | Helmut Körschgen                                    | deutscher Laiendarsteller                                                                                     |       |       |
| 18. August | Walter Nußbaum                                      | deutscher Fußballspieler                                                                                      | 81    |       |
| 18. August | Ulrich W. Schaefer                                  | deutscher Internist und Krebsforscher                                                                         | 63    |       |
| 19. August | Eduardo Chillida                                    | baskischer Bildhauer                                                                                          | 78    |       |
| 19. August | Andrew Gerber                                       | US-amerikanischer Maler                                                                                       | 59    |       |
| 19. August | Alastair Gordon, 6. Marquess of Aberdeen and Temair | britischer Künstler und Peer                                                                                  | 82    |       |
| 19. August | Eric McLean                                         | kanadischer Journalist und Musikkritiker                                                                      | 82    |       |
| 19. August | Hermann Meier                                       | Schweizer Komponist                                                                                           | 96    |       |
| 19. August | Satchidananda                                       | indischer spiritueller Lehrer und Yogi                                                                        | 87    |       |
| 19. August | Wolfgang Scholz                                     | deutscher Arzt, Sanitätsoffizier und Regattasegler                                                            | 96    |       |
| 19. August | Otfried Strubelt                                    | deutscher Mediziner und Kommunalpolitiker                                                                     | 68    |       |
| 19. August | Otto Wüst                                           | Schweizer Geistlicher und Bischof von Basel (1982–1993)                                                       | 76    |       |
| 20. August | Chris Columbus                                      | US-amerikanischer Jazz-Schlagzeuger und Bandleader                                                            | 100   |       |
| 20. August | Sylvio Padilha                                      | brasilianischer Leichtathlet                                                                                  | 93    |       |
| 20. August | Armin Sellheim                                      | deutscher Jurist im Pressewesen                                                                               | 73    |       |
| 20. August | Joachim Stoermer                                    | deutscher Pädiater, Kinderkardiologe und Hochschullehrer                                                      | 78    |       |
| 20. August | John Willett                                        | britischer Übersetzer, Literaturwissenschaftler und Brecht-Experte                                            | 85    |       |
| 21. August | Kenneth Abbott                                      | britischer Organist, Chorleiter und Komponist                                                                 | 83    |       |
| 21. August | Mikayıl Abdullayev                                  | aserbaidschanisch-sowjetischer Maler, Grafiker, Bühnenbildner und Lehrer                                      | 80    |       |
| 21. August | Adelina Domingues                                   | kapverdisch-US-amerikanische Supercentenarian                                                                 | 114   |       |
| 21. August | Josef Haselbach                                     | Schweizer Komponist und Organist                                                                              | 66    |       |
| 21. August | Kreszentia Hummel                                   | deutsche Frau, Gerechte unter den Völkern                                                                     | 95    |       |
| 21. August | Mäusi Lüthy                                         | Schweizer Alpinistin, Skirennfahrerin und Erstbegeherin                                                       | 90    |       |
| 21. August | Albert Gray Mowbray                                 | US-amerikanischer Astronom                                                                                    | 86    |       |
| 21. August | Oscar Plattner                                      | Schweizer Radrennfahrer                                                                                       | 80    |       |
| 21. August | Mohamed Tarabulsi                                   | libanesischer Gewichtheber                                                                                    | 51    |       |
| 21. August | Laure Wyss                                          | Schweizer Schriftstellerin, Medienpionierin und Stimme der Frauenbewegung                                     | 89    |       |
| 22. August | Ernest Majo                                         | deutscher Komponist, Dirigent, Musiker und Musikpädagoge                                                      | 85    |       |
| 23. August | Stafford Beer                                       | britischer Betriebswirt                                                                                       | 75    |       |
| 23. August | Günter Schmitz                                      | deutscher Maler und Grafiker                                                                                  | 92    |       |
| 23. August | Samuel-Agop Uluçyan                                 | türkischer Schauspieler armenischer Abstammung                                                                |       |       |
| 23. August | Hoyt Wilhelm                                        | US-amerikanischer Baseballspieler                                                                             | 80    |       |
| 24. August | Cornelis Johannes van Houten                        | niederländischer Astronom                                                                                     | 82    |       |
| 24. August | Wilhelm Meise                                       | deutscher Ornithologe                                                                                         | 100   |       |
| 24. August | Wilhelm Perpeet                                     | deutscher Philosoph                                                                                           | 87    |       |
| 24. August | Jean-Maria Rakotondrasoa                            | madagassischer Ordensgeistlicher, Bischof von Antsirabé                                                       | 88    |       |
| 24. August | Heinrich Wahlen                                     | deutscher Dreher und Politiker (SPD), MdL Saarland                                                            | 72    |       |
| 25. August | Per Anger                                           | schwedischer Diplomat                                                                                         | 88    |       |
| 25. August | Stanley R. Greenberg                                | US-amerikanischer Drehbuchautor                                                                               | 74    |       |
| 25. August | Dorothy Hewett                                      | australische Schriftstellerin                                                                                 | 79    |       |
| 25. August | Karolina Lanckorońska                               | polnische Kunsthistorikerin                                                                                   | 104   |       |
| 25. August | Olavi Svanberg                                      | finnischer Ski-Orientierungsläufer                                                                            | 60    |       |
| 25. August | William Warfield                                    | US-amerikanischer Musicaldarsteller (Bassbariton) und Gesangspädagoge                                         | 82    |       |
| 26. August | Werner Ernst                                        | deutscher Jurist                                                                                              | 92    |       |
| 26. August | Rosemarie Fuchs                                     | deutsche Ingenieurin und Politikerin (FDP), MdL                                                               |       |       |
| 26. August | Manfred N. Geist                                    | deutscher Ökonom                                                                                              | 76    |       |
| 26. August | Karl Gitzoller                                      | österreichischer Widerstandskämpfer                                                                           | 97    |       |
| 26. August | Thomas Gordon                                       | US-amerikanischer Psychologe                                                                                  | 84    |       |
| 26. August | Georg Werner                                        | schwedischer Schwimmer                                                                                        | 98    |       |
| 26. August | Arvid Wretlind                                      | schwedischer Mediziner                                                                                        | 83    |       |
| 27. August | Justus Ahlheim                                      | deutscher Kommunalpolitiker (SPD)                                                                             | 77    |       |
| 27. August | Serge Besnard                                       | französischer Fußballspieler                                                                                  | 53    |       |
| 27. August | Antanas Rubšys                                      | litauischer katholischer Theologe                                                                             | 78    |       |
| 27. August | Crew Stoneley                                       | britischer Sprinter                                                                                           | 91    |       |
| 27. August | Jane Tilden                                         | österreichische Schauspielerin                                                                                | 91    |       |
| 28. August | Cristian Dumitru Bozianu                            | rumänischer Rugbyspieler                                                                                      | 26    |       |
| 28. August | Else Petersen                                       | dänische Schauspielerin                                                                                       | 92    |       |
| 28. August | Isidor Früh                                         | deutscher Landwirt und Politiker (CDU), MdB, MdEP                                                             | 80    |       |
| 28. August | Gerhard Huy                                         | deutscher Politiker (NPD), MdL Rheinland-Pfalz                                                                | 61    |       |
| 28. August | Jim McFadden                                        | britischer Eishockeyspieler                                                                                   | 82    |       |
| 28. August | Herbert Michel                                      | deutscher römisch-katholischer Prälat                                                                         | 68    |       |
| 28. August | Dick Nalley                                         | US-amerikanischer Bobfahrer                                                                                   | 47    |       |
| 28. August | Rudolf Schnackenburg                                | deutscher katholischer Priester, Theologe und Neutestamentler                                                 | 88    |       |
| 28. August | Arnold Zimmermann                                   | österreichischer Botaniker                                                                                    | 60    |       |
| 29. August | Heinz Berlau                                        | deutscher Schauspieler                                                                                        | 72    |       |
| 29. August | Hans Borer                                          | Schweizer Bildhauer                                                                                           | 77    |       |
| 29. August | Anatoli Iwanowitsch Julin                           | sowjetischer Hürdenläufer                                                                                     | 73    |       |
| 29. August | Lance Macklin                                       | britischer Rennfahrer                                                                                         | 82    |       |
| 29. August | Siegfried Pitschmann                                | deutscher Schriftsteller                                                                                      | 72    |       |
| 29. August | Friedrich Sieber                                    | deutscher Maler                                                                                               | 76    |       |
| 29. August | Paul Tripp                                          | US-amerikanischer Schauspieler und Sprecher                                                                   | 91    |       |
| 30. August | José Sette Câmara Filho                             | brasilianischer Diplomat, Richter am Internationalen Gerichtshof                                              | 82    |       |
| 30. August | Zaid ibn Shaker                                     | jordanischer Politiker                                                                                        | 67    |       |
| 30. August | J. Lee Thompson                                     | britischer Regisseur                                                                                          | 88    |       |
| 30. August | Horst Wendlandt                                     | deutscher Filmproduzent                                                                                       | 80    |       |
| 31. August | Lionel Hampton                                      | US-amerikanischer Jazzmusiker                                                                                 | 94    |       |
| 31. August | Heinrich Jordis von Lohausen                        | österreichischer General und Publizist                                                                        | 95    |       |
| 31. August | Martin Kamen                                        | kanadisch-US-amerikanischer Physiker                                                                          | 89    |       |
| 31. August | Joe McCluskey                                       | US-amerikanischer Langstrecken- und Hindernisläufer                                                           | 91    |       |
| 31. August | George Porter, Baron Porter of Luddenham            | englischer Chemiker                                                                                           | 81    |       |
| 31. August | Bunji Sakita                                        | japanischer Physiker                                                                                          |       |       |
| 31. August | Samson Iossifowitsch Samsonow                       | russischer Filmregisseur                                                                                      | 81    |       |
| 31. August | Francis Xavier Kaname Shimamoto                     | Erzbischof von Nagasaki                                                                                       | 70    |       |
| August     | Rüdiger Lichti                                      | deutscher Schauspieler                                                                                        | 75    |       |
| August     | Bob McKinlay                                        | schottischer Fußballspieler                                                                                   | 69    |       |